# Маглинген
Маглинген (нем. Magglingen), Маколин (фр. Macolin) — поселок в коммуне Эвилар, в кантоне Берн в Швейцарии.
Входит в состав округа Биль/Бьен. Население составляет 574 человека (на 31 декабря 2006 года). 

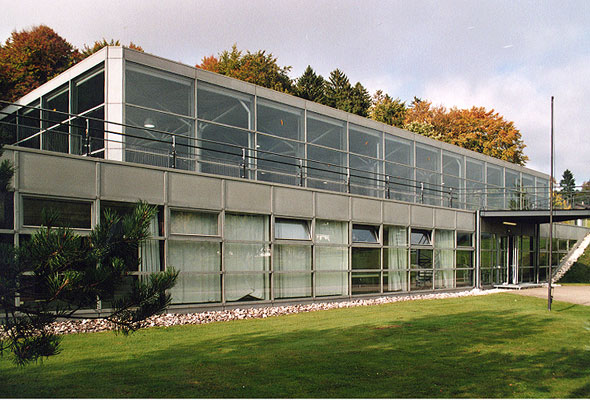
Зал спортивной школы Маглингена